# São Joaquim do Monte
São Joaquim do Monte este un oraș în Pernambuco (PE), Brazilia.